# イタリア座の桟敷席

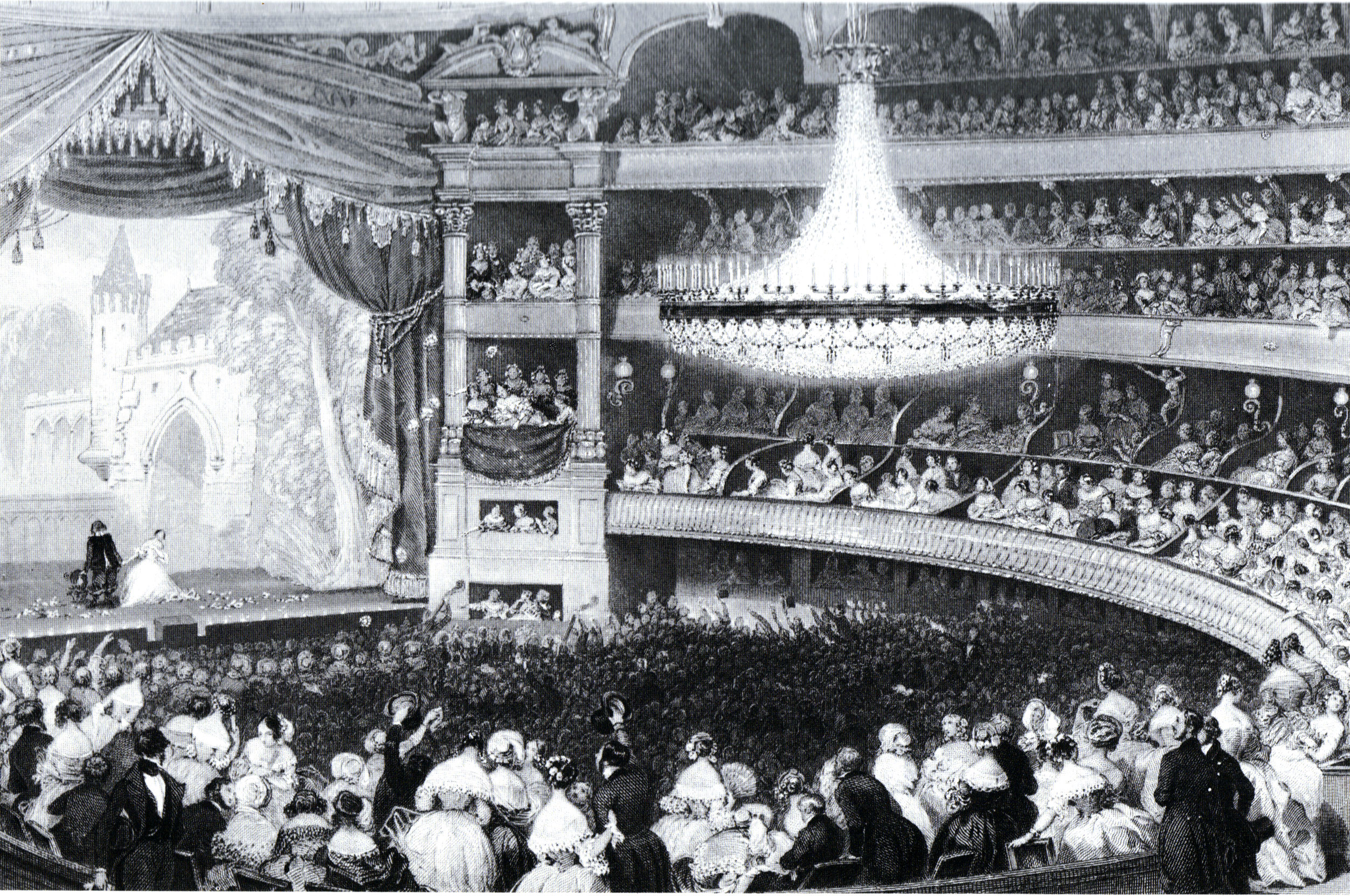
1840年のイタリア座の内部を描いた版画（原画:ウジェーヌ・ラミ）

『イタリア座の桟敷席』（いたりあざのさじきせき、フランス語: Une loge aux Italiens）は、エドゥアール・マネの弟子でフランスの印象派の女性画家、エヴァ・ゴンザレス（1849-1883）が、描いた油絵である。マネの影響を強く受けたこの作品は、エヴァ・ゴンザレスの代表作の一つである。1874年ころに描かれ、5年後にパリのサロンに出展され、高い評価を得た。1986年からパリのオルセー美術館に収蔵されている。

## 概要
『イタリア座の桟敷席』には、エヴァ・ゴンザレスの妹のジャンヌ・ゴンザレス（Jeanne Guard-Gonzalès: 1852-1924）と、3年間の婚約の後1879年にエヴァ・ゴンザレスと結婚する画家のアンリ・ゲラール（Henri Guérard: 1846-1897）とされる男女が、劇場の桟敷席にいるのが描かれている。女性は舞台を見るためのオペラ・グラスを手に持ち、男性はその女性を見つめている。
描かれた劇場は19世紀の初めから、イタリア・オペラの公演をしていた劇団イタリア座の「イタリア劇場（Théâtre italien de Paris）」であるとされる。19世紀のフランスでは劇場はブルジョワジーにとって重要な社交場になっていて、人々は最新のファッションで着飾って劇場を訪れた。印象派の画家たちも劇場の桟敷席という題材の作品を残し、代表的な作品には、ピエール＝オーギュスト・ルノワールの『桟敷席』(1874年制作)であるが、エドガー・ドガやメアリー・カサットなども、劇場の観客を描いた作品を残した。
『イタリア座の桟敷席』はアンリ・ゲラールなどに所有された後、1927年にジャン・ゲラールからルーブル美術館に寄贈され、ニース美術館などでも展示された後、1986年からオルセー美術館の所蔵となった。
1883年にエヴァ・ゴンザレスが亡くなった後、モデルとされるアンリ・ゲラールとアンリ・ゲラールは1888年に結婚した。

## 劇場の桟敷席を描いた印象派の画家の作品

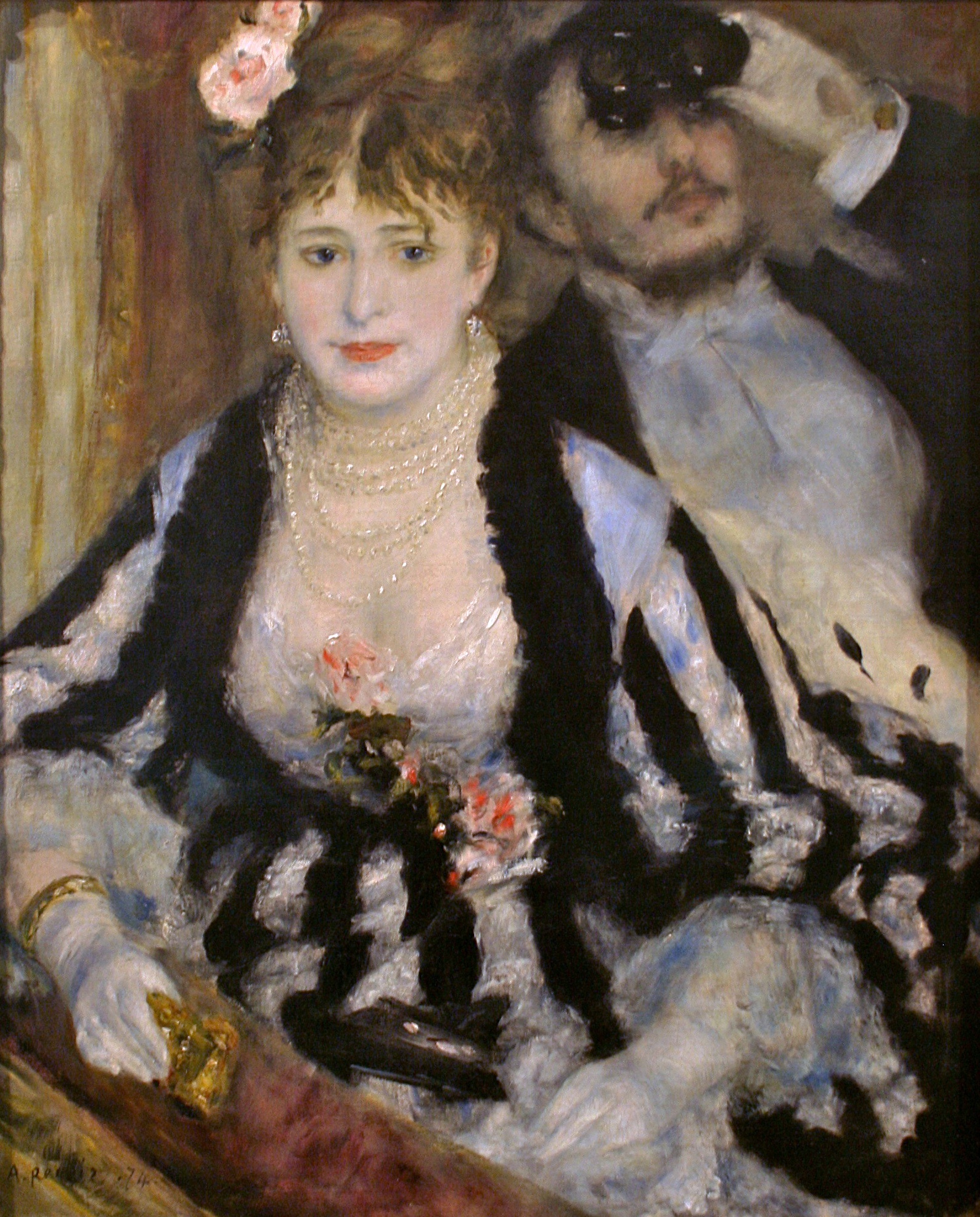
ルノワール画『桟敷席』(1874) コートールド・ギャラリー
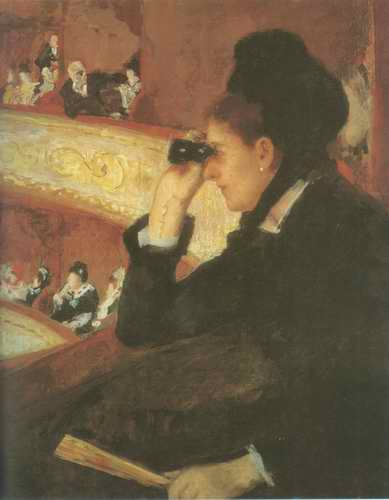
メアリー・カサット画『桟敷席で』（1878） ボストン美術館
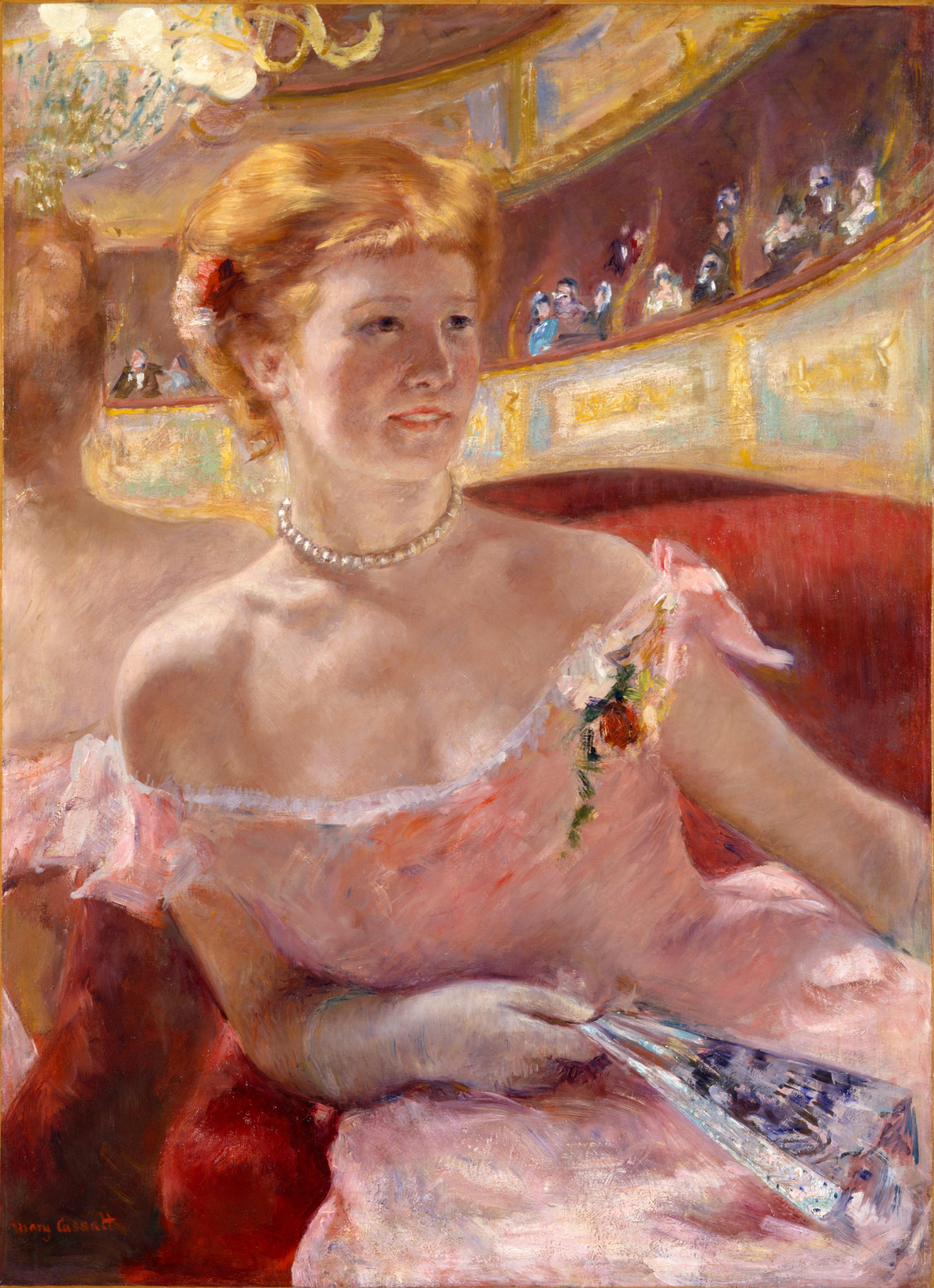
メアリー・カサット画『桟敷席の真珠の首飾りをした女性』（1879） フィラデルフィア美術館